# Kaiser Jones
Kaiser Jones ist ein US-amerikanisches Filmdrama aus dem Jahr 1933 von Dudley Murphy mit Paul Robeson in der Titelrolle. Der Pre-Code-Film basiert auf dem 1920 uraufgeführten Theaterstück The Emperor Jones von Eugene O’Neill.

## Handlung
Brutus Jones verabschiedet sich von seiner Freundin Dolly, um eine Stelle als Schaffner anzutreten. Sein Freund Jeff verleitet ihn zu einem Leben voller Vergnügungen. Brutus beginnt eine Affäre mit Jeffs Freundin Undine. Als er Schaffner im Präsidentenzug wird, belauscht er Geschäftsgespräche von Investoren. Einen der Investoren erpresst er mit seinem Wissen über illegale Machenschaften und zwingt ihn, seine Ersparnisse von 300 Dollar anzulegen. Sein Plan ist erfolgreich und er wird wohlhabend. Zu Gunsten von Belle La Due lässt er Undine fallen. Er verlässt auch Belle, als diese mit Undine einen Streit in einem Nachtclub beginnt. Brutus findet Jeff in einer Spielhalle. Bei einem Würfelspiel entdeckt er, dass Jeff mit gezinkten Würfeln betrügt. Zwischen den Männern kommt es zu einem Kampf, bei dem Brutus Jeff unabsichtlich tötet.
Brutus wird wegen Mordes verurteilt. Im Gefängnis weigert er sich, der Forderung eines brutalen Wärters nachzukommen und einen bereits niedergeschlagenen Häftling weiter zu schlagen. Ihm gelingt die Flucht, er kann sich zu Dolly durchschlagen, wo er seine Ketten und seine Sträflingskleidung los wird. Er heuert als Heizer auf einem Dampfer nach Jamaica an. Unterwegs sichtet er eine unbekannte Insel und springt über Bord.
Die Insel wird von einem schwarzen Despoten regiert, der von Smithers, einem weißen Schmuggler, mit Waren versorgt wird. Mit einem Trick wird Jones Smithers Partner und kann den Despoten entmachten. Er erklärt sich zum Kaiser und kann seine Untertanen von seiner Unverwundbarkeit überzeugen. Nur eine silberne Kugel kann ihn töten. Jones regiert mit harter Hand. Die Eingeborenen leiden unter den hohen Steuern, die Jones ihnen auferlegt. Es kommt zu einer Revolte, in dessen Verlauf Jones in den Dschungel flüchten muss. Er verirrt sich in den Sümpfen und Wäldern und wird von den Trommeln der Eingeborenen verängstigt. Jones Leben zieht an seinem inneren Auge vorbei, er betet um Vergebung. Als er eine Voodoopuppe sieht, wird er hysterisch und läuft panisch in das Dorf zurück, wo er von mit silbernen Kugeln geladenen Gewehren erschossen wird.

## Hintergrund
Gedreht wurde der Film vom 25. Mai bis Ende Juli 1933 in den Eastern-Service-Studios in New York. Die Strandszenen entstanden im Jones Beach State Park auf Long Island, die Sträflingsszenen im Westchester County.
Dudley Digges war der einzige weiße Schauspieler bei dem Film. Es wurde damit gerechnet, dass weiße Kinogänger in den Südstaaten den Film ignorieren werden. Aber auch der Erfolg bei den schwarzen Zuschauern war fraglich, da schwarze Kinobetreiber den Gebrauch des Begriffs Nigger beklagten. Daraufhin ließ der Verleiher United Artists dieses Wort in allen Kopien für „schwarze Kinos“ entfernen. Die Originalversion blieb in allen anderen Kopien erhalten. Obwohl der Film größtenteils positiv aufgenommen wurde, wurde er drei Jahre später bei einer in Kanada stattfindenden Konferenz der Universal Negro Improvement Association verurteilt.
Der Dramatiker Eugene O’Neill hatte eine Verfilmung seines Theaterstückes ins Auge gefasst und eine Stummfilm-Bearbeitung erstellt. Die Produzenten John Krimsky und Gifford Cochran brachten für ihre erste Filmproduktion 250.000 Dollar auf (2023: ca. 5,9 Millionen Dollar). Dudley Murphy überzeugte die Produzenten vom Erfolg und erstellte ein Szenario in chronologischer Reihenfolge, während O’Neill seinen Entwurf in Monologform in Rückblenden bearbeitet hatte. DuBose Hayward erarbeitete aus Murphys Szenario schließlich das Drehbuch.
Fredi Washingtons Szenen mussten neu gedreht werden, nachdem es sich herausstellte, dass sie zu hellhäutig erschien. Da man vermeiden wollte, dass die Zuschauer von einer Liaison einer Weißen mit einem Schwarzen geschockt werden, musste Washington für die Neudrehs dunkles Make-Up auftragen lassen.
Hauptdarsteller Robeson bereute später, an dem Film mitgewirkt zu haben, da er von O’Neills Theaterstück abweichen würde. Seit 1924 hatte er die Hauptrolle auf der Bühne gespielt und auch Versionen für das Radio gesprochen und gesungen.
Herman Rosse oblag die künstlerische Leitung. William C. de Mille überwachte die Produktion.
In kleinen nicht im Abspann erwähnten Nebenrollen traten Billie Holiday in ihrer ersten Filmrolle, Rex Ingram, der Pianist James P. Johnson, Moms Mabley, der Stepptänzer Harold Nicholas und der Footballspieler Fritz Pollard auf.
Der Titelsong The Emperor Jones wurde von Allie Wrubel komponiert.

## Veröffentlichung
Die Premiere des Films fand am 19. September 1933 in New York statt. In der Bundesrepublik Deutschland wurde er am 25. Februar 1987 im deutschen Fernsehen ausgestrahlt.

## Kritiken
Der Filmkritiken-Aggregator Rotten Tomatoes hat in einer Auswertung von neun Kritiken eine Zustimmungsrate von 67 Prozent errechnet. Das Publikumsergebnis hat sich bei 51 Prozent positiver Bewertungen eingependelt.
Das Lexikon des internationalen Films schrieb: „Verfilmung des Stückes von O'Neill; historisch bemerkenswert durch die Besetzung mit farbigen Schauspielern und die Auseinandersetzung mit einem für Hollywood recht unpopulären Thema, jedoch vielfach allzu theatralisch und pathetisch geraten.“
Der Kritiker des TV Guide sah eine zwar etwas steife aber faszinierende Adaption mit Paul Robeson in seiner kräftigsten und erinnerungswürdigsten Rolle.
Die zeitgenössische Kritik war gemischt. Mordaunt Hall von der The New York Times befand, die Produzenten haben alles Recht, stolz auf ihr Werk zu sein. Es sei ein herausragendes Stück, entschlossen und stabil, mit einer fesselnden Darstellung von Paul Robeson. Zwar sei die Geschichte leicht erweitert worden, werde aber in intelligenter filmischer Weise entwickelt und unterscheide sich nur in Kleinigkeiten vom Original.
Negativ wurde der Film von J. A. Rogers im Pittsburgh Courier bewertet. Für ihn sei der Film keine Kunst, sondern reiner Kommerz der schlimmsten Sorte.
Pare Lorentz zeigte sich im Magazin Vanity Fair enttäuscht über den für ihn überraschend unspannenden und lustlosen Film.

## Auszeichnungen
1999 wurde der Film in die National Film Registry aufgenommen.